# Националсоциалистическа партия на Америка
Националсоциалистическа партия на Америка (НСПА) (на английски: National Socialist Party of America) е неонацистка политическа партия в САЩ.

## История
Основана е през 1970 г. от Франк Колин, малко след като напуска Националсоциалистическата партия „Бяла народна партия“ (НСПБНП). НСПБНП е Американска нацистка партия малко след убийството на лидера Джордж Линкълн Рокуел през 1967 г. Колин, последовател на Рокуел, развива различия с неговия наследник Мат Кьол.
Седалището на партията се намира в парка „Маркет“ в Чикаго и нейната основна дейност в началото на 1970-те години е да организира силни демонстрации срещу чернокожите, които се движат в предимно бели квартали. Маршовете и реакцията на общността карат град Чикаго да забрани всички демонстрации в Маркет Парк, освен ако не плащат застрахователна такса от 250 000 долара. Докато оспорва действията на града в съда, партията решава да насочи вниманието си към предградията на Чикаго, които нямат такива ограничения.

### Скандал Скоуки
През 1977 г. Колин съобщава намерението на партията да проведе шествие през голямата еврейска общност в Скоуки, Илинойс, където един от всеки шест жители е оцелял от Холокоста.